# Mistrzostwa Świata w Podnoszeniu Ciężarów 1905
6., 7. i 8. Mistrzostwa Świata w Podnoszeniu Ciężarów, które odbyły się trzykrotnie (kolejno) w Berlinie (8–10 kwietnia), Duisburgu (11–13 czerwca) i Paryżu (16–30 grudnia). Turnieje I i III odbyły się w trzech wagach, zaś turniej II odbył się w wadze „otwartej”.

## Rezultaty

### Turniej I – Berlin
| Kategoria:         | Złoto:           | Srebro:            | Brąz:         |
| Waga lekka 67,5 kg | Nikolaus Winkler | Albert Hansen      | Paul Grimm    |
| Waga średnia 80 kg | Otto Walther     | Josef Lindinger    | Edmund Danzer |
| Waga ciężka +80 kg | Josef Steinbach  | Karl Witzelsberger | Franz Pitka   |

### Turniej II – Duisburg
| Kategoria: | Złoto:          | Srebro:          | Brąz:       |
| Open       | Josef Steinbach | Heinrich Neuhaus | Alois Selos |

### Turniej III – Paryż
| Kategoria:         | Złoto:           | Srebro:             | Brąz:             |
| Waga lekka 67,5 kg | Pierre Buisson   | Charles Liébault    | Marcel Bouteiller |
| Waga lekka 67,5 kg | Pierre Buisson   | Charles Liébault    | Robert Fredon     |
| Waga średnia 80 kg | André Dufour     | Miche Blayac        | Roger Morbu       |
| Waga ciężka +80 kg | Émile Schweitzer | Jean-Pierre Péchaud | Gustave Laqueille |

## Tabela medalowa
| Poz.    | Państwo               |   |   |   | Łącznie |
| ------- | --------------------- | - | - | - | ------- |
| 1       | Francja               | 3 | 3 | 4 | 10      |
| 2       | Cesarstwo Niemieckie  | 2 | 3 | 2 | 7       |
| 3       | Cesarstwo Austriackie | 2 | 1 | 2 | 5       |
| Łącznie | Łącznie               | 7 | 7 | 8 | 23      |